# Antonio Parella Trallero
Antonio Parella Trallero (Alcorisa, 5 agosto 1937 – Palamós, 29 dicembre 2022) è stato un hockeista su pista e allenatore di hockey su pista spagnolo.

## Palmarès

### Club

#### Titoli nazionali
- Coppa del Re: 3

Voltregà: 1960, 1965
Vilanova: 1968

#### Titoli internazionali
- CERH European League: 1

Voltregà:1965-1966

### Nazionale
- Campionato mondiale: 1

Barcellona 1964
- Campionato europeo: 1

Barcellona 1957
- Coppa Latina: 2

Barcellona 1958, Bologna 1963